# Генрі Кеппел
Генрі Кеппел (14 червня 1809 — 17 січня 1904) — офіцер Королівського флоту, адмірал флоту. Його перше командування було здебільшого зосереджено біля узбережжя Іспанії, яка тоді перебувала в розпалі Першої карлістської війни. Як командир корвета HMS Dido на Східно-Індійській та Китайській станціях, він був задіяний в операціях під час Першої опіумної війни та в операціях проти борнейських піратів. Пізніше він служив командиром морської бригади, яка облягала Севастополь під час Кримської війни. Ставши заступником командувача Східно-Індійської та Китайської станцій, він командував британською ескадрою в бою з китайськими піратами під час битви при Фашань-Крік, коли він потопив близько 100 ворожих військових джонок. Згодом він брав участь у взятті Кантона під час Другої опіумної війни.
Кеппел став командувачем на станції мису Доброї Надії та Західного узбережжя Африки, потім командувачем на станції Південно-Східного узбережжя Америки, командувачем на Китайській станції і, нарешті, командувачем у Плімуті.

## Рання кар'єра

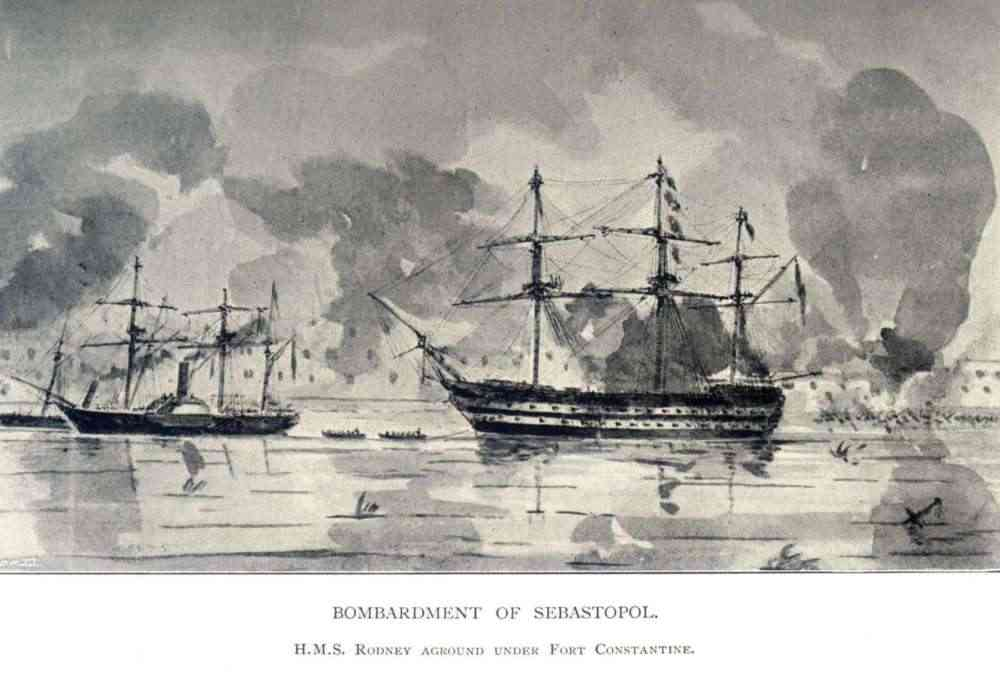
Другорозрядний HMS Rodney бере участь під командуванням Кеппеля в бомбардуванні Севастополя. Пізніше корабель став флагманом Keppel на Китайській станції

Кеппел народився у сім'ї Вільяма Кеппела, 4-го графа Албемарля, та Елізабет Саутвелл Кеппел, доньки Едварда Саутвелла, 20-го барона де Кліффорда. Він вступив до Королівської військово-морської академії в Портсмуті як кадет у лютому 1822 року, а згодом став мічманом на шестиранговому кораблі HMS Tweed на станції мису Доброї Надії. Отримавши звання лейтенанта 28 січня 1829 року, він перейшов на п'ятиранговий корабель HMS Galatea на станції Північної Америки та Вест-Індії в лютому 1830 року, а потім на п'ятиранговий корабель HMS Magicienne на станції Східної Індії та Китаю в липні 1831 року.
Отримавши звання командера 30 січня 1833 року, Кеппел став командиром брига HMS Childers у травні 1834 року. Його перше командування було здебільшого зосереджено біля узбережжя Іспанії, яка тоді перебувала в розпалі Першої карлістської війни. Він був задіяний в операціях з підтримки ліберальних сил Марії Крістіни, регентки Іспанії під час малоліття Ізабелли II, яка зіткнулася з повстанням Карлоса, графа Моліни. Потім він брав участь у операціях Західноафриканської ескадри з придушення работоргівлі.
Отримавши звання капітана 5 грудня 1837 року, Кеппел став командиром корвета HMS Dido на станції Східної Індії та Китаю та був задіяний в операціях під час Першої опіумної війни та в операціях проти борнейських піратів. Згодом він став командиром п'ятирангового корабля HMS Maeander у листопаді 1847 року і знову був задіяний в операціях проти борнейських піратів.
Кеппел став причиною напруженого дипломатичного протистояння між Португалією та Британією в 1849 році, коли, як капітан HMS Maeander, його прохання до губернатора Макао про звільнення англійського в'язня Джеймса Саммерса, отримавши відмову, він очолив пошукову групу, щоб здійснити напад на в'язницю, де утримувався Саммерс. Рейд був успішним, але португальський солдат, Роке Барраче, загинув у сутичці, троє інших отримали поранення, а дочка тюремника впала з висоти 20 футів на землю, зазнавши серйозних травм. Королева Португалії була шокована тим, що Британія зневажила її фактичний суверенітет над Макао, і напруга спала лише після того, як британці принесли вибачення та виплатили компенсацію.:244–248
Кеппел став командиром парового лінійного корабля HMS St Jean d'Acre у травні 1853 року. Коли в 1854 році спалахнула Кримська війна, HMS St Jean d'Acre увійшов до складу Балтійського флоту, і корабель був направлений до Чорного моря. Кеппел обмінявся командуванням з капітаном вітрильного лінійного корабля HMS Rodney, екіпаж якого був весь на березі, в липні 1855 року і служив командиром морської бригади, яка облягала Севастополь у серпні та вересні 1855 року. Він перейшов на командування другим за рангом кораблем HMS Colossus у Балтійському флоті в січні 1856 року, а потім допомагав з перевезенням британських військ у Криму. За свою участь у Кримській війні Кеппел був призначений компаньйоном Ордена Лазні 5 лютого 1856 року, призначений членом французького Почесного легіону 2 серпня 1856 року та нагороджений турецьким орденом Меджидіє, 2-го класу, 3 квітня 1858 року.

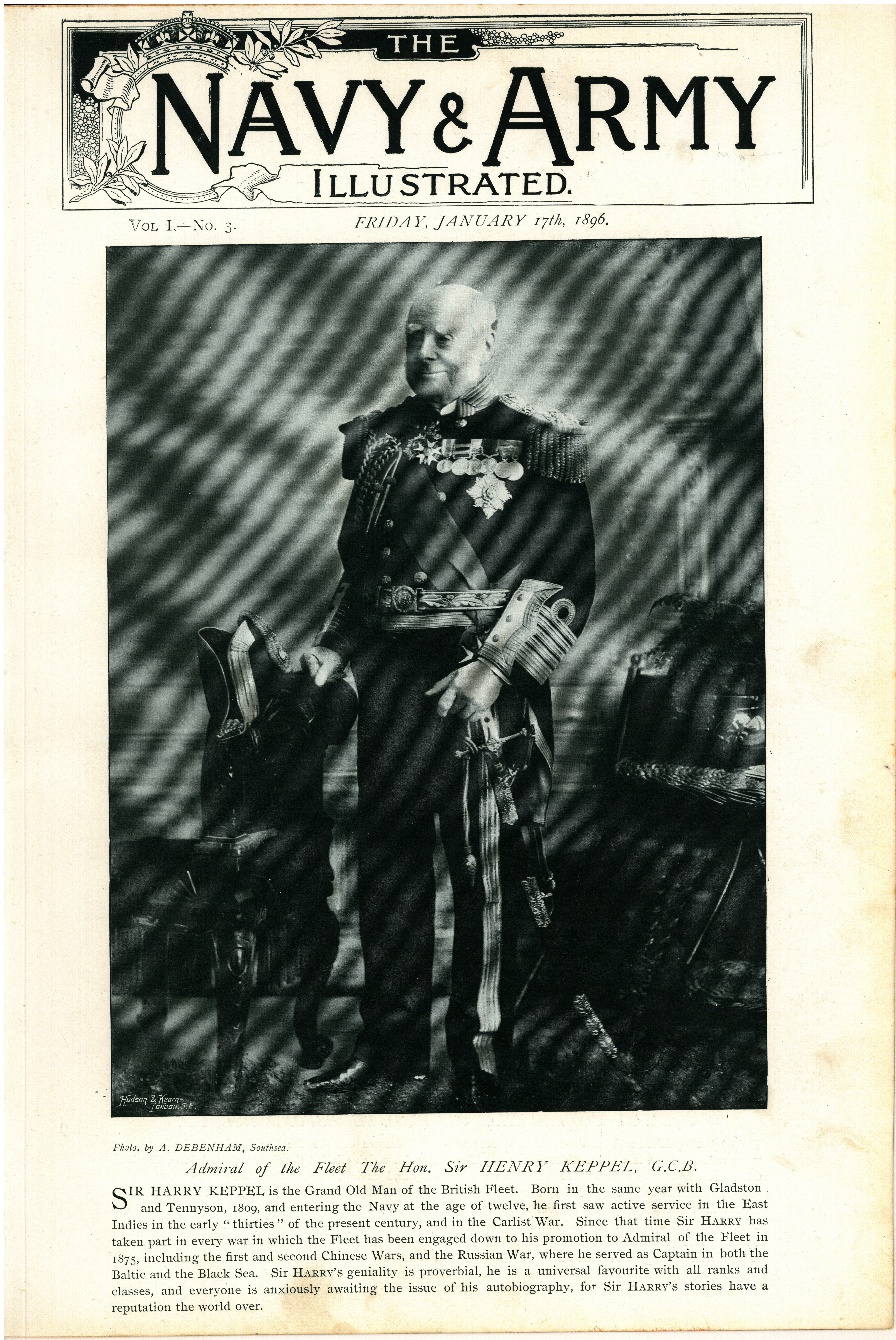
Заголовок статті "Адмірал флоту Сер ГЕНРІ КЕППЕЛ, G.C.B."

Отримавши звання командора, Кеппел став заступником командувача Східно-Індійської та Китайської станцій, з широким вимпелом на фрегаті HMS Raleigh, у вересні 1856 року. HMS Raleigh затонув на незвіданій скелі біля Гонконгу, і, хоча Кеппел згодом був відданий під військовий суд, він був з честю виправданий за втрату корабля. Потім він переніс свій вимпел на шестиранговий корабель HMS Alligator. Зафрахтувавши пароплав Hong Kong, він командував британською ескадрою, яка складалася з Hong Kong та семи канонерських човнів, у бою з китайськими піратами під час битви при Фашань-Крік у червні 1857 року, коли він потопив близько 100 ворожих військових джонок. За свою участь у цій операції Кеппел був підвищений до лицаря-командора Ордена Лазні 12 вересня 1857 року. Він також брав участь у взятті Кантона в грудні 1857 року під час Другої опіумної війни.

## Старше командування
Переважання миру не дало Кеппелу більше шансів на активну службу. Отримавши звання контр-адмірала 22 серпня 1857 року, він був призначений грумом в очікуванні королеви 24 вересня 1859 року і став командувачем на станції мису Доброї Надії та Західного узбережжя Африки, з прапором на фрегаті HMS Forte, у травні 1860 року. Під час морського переходу до цієї станції його звинуватили у розвитку стосунків з леді Грей, дружиною сера Джорджа Грея, губернатора Капської колонії, і його поспішно перевели на посаду командувача станцією Південно-Східного узбережжя Америки.
Отримавши звання віце-адмірала 11 січня 1864 року, Кеппел став командувачем Китайською станцією, з прапором на другому за рангом кораблі HMS Rodney, у січні 1867 року. Отримавши звання повного адмірала 12 липня 1869 року та отримавши звання лицаря Великого хреста Ордена Лазні 20 травня 1871 року, він обійняв свою останню посаду, коли став командувачем у Плімуті в листопаді 1872 року.
Кеппел отримав звання адмірала флоту 5 серпня 1877 року, був призначений першим і головним військово-морським ад'ютантом королеви [[[9 березня]] 1878 року і пішов у відставку в червні 1879 року. У 1883 році він купив Grove Lodge, маєток у Вінкфілді в Беркширі, і зробив його своїм домом.
Він був серед перших, хто отримав Орден Заслуг (OM) у списку почесних нагород з нагоди коронації 1902 року, опублікованому 26 червня 1902 року, і отримав орден від короля Едуард VII у Букінгемському палаці 8 серпня 1902 року.
Сер Генрі Кеппел помер у Лондоні 17 січня 1904 року і був похований на кладовищі церкви Святої Марії Діви у Вінкфілді.

## Сім'я
25 лютого 1839 року Кеппел одружився з Кетрін Луїзою Кросбі, донькою генерала сера Джона Кросбі. Стосунки Кеппела з леді Грей були виявлені її чоловіком сером Джорджем Греємі це, разом із звинуваченнями в невірності проти сера Джорджа Грея, призвело до розпаду їхнього шлюбу. Кеппел одружився з Джейн Елізабет Вест, донькою Мартіна Джона Веста, 31 жовтня 1861 року. Від другої дружини у нього був один син, Колін Річард Кеппел, і одна дочка, Марія Волпол Кеппел, яка вийшла заміж за адмірала сера Фредеріка Тауера Гамільтона.

## Спадщина
- Гавань Кеппел, ділянка води на південному краю Сінгапуру, була названа на його честь, оскільки він відіграв важливу роль у очищенні проток від піратів. * Вежа церкви Святої Марії в Бішопстоку була побудована в 1909 році на згадку про Кеппела.

## Твори
- Keppel, Henry (1846). The Expedition to Borneo of HMS. Dido for the Suppression of Piracy.
- Keppel, Henry (1853). A Visit to the Indian Archipelago in HMS Meander.
- Keppel, Henry (1899). A Sailor's Life under four Sovereigns (автобіографія).